# 모치즈키 류지
모치즈키 류지(일본어: 望月 竜次, 1988년 9월 6일 ~ )는 일본의 전 축구 선수이다.

## 구단 경력
과거 후지에다 MYFC에서 활동하였다.